# Pseudotomodon trigonatus
Genre
Espèce
Synonymes
- Pelias trigonatus Leybold, 1873
- Pseudotomodon mendozinus Koslowsky, 1896
- Pseudotomodon crivellii Peracca, 1897
- Tomodon ocellatus trigonatus (Leybold, 1873)

Pseudotomodon trigonatus, unique représentant du genre Pseudotomodon, est une espèce de serpents de la famille des Dipsadidae.

## Répartition
Cette espèce est endémique d'Argentine. Elle se rencontre dans les provinces de Chubut, de Río Negro, de Neuquén, de La Pampa, de Mendoza, de San Luis, de San Juan, de La Rioja, de Córdoba, de Santiago del Estero et de Catamarca.

## Publications originales
- Koslowsky, 1896 : Sobre algunos Reptiles de Patagonia y otras regiones Argentinas. Revista del Museo de La Plata, vol. 7, p. 447-457 (texte intégral).
- Leybold, 1873 : Excursión a las Pampas argentinas, Hojas de mi diario, Febrero de 1871. Santiago, p. 1-107 (texte intégral).